# Papa Bento V
Bento V (Roma, 915 — Hamburgo, 4 de julho de 965) foi o 131.º Papa da Igreja Católica. Sucedeu ao Papa João XII. Natural de Roma, foi escolhido em 22 de maio de 964, durante a desordem do pontificado de João XII, para suceder a este. Foi exilado em Hamburgo, por Otão I, que forçou-o a renunciar em favor de Leão VIII, em 23 de junho de 964. Com a morte do Papa Leão VIII, o imperador Otão I, sob pressão dos francos e romanos, reconheceu-lhe a investidura. Morreu em Hamburgo, antes de regressar a Roma com fama de santidade, em 4 de julho de 965. Otão III mandou transladar seus restos mortais para a Cidade Eterna, onde jazem na Cripta Vaticana.[carece de fontes?]

## Biografia

### Origens e carreira eclesiástica
Romano de nascimento, Bento era filho de um certo Hildebrando. Homem extremamente culto (a ponto de merecer o título de "Gramático"), apareceu pela primeira vez nas páginas da história quando já era cardeal-diácono, por ocasião do sínodo de 6 de novembro de 963, no qual contribuiu para a decisão de depor o Papa João XII, sob o peso de acusações difamatórias:
«O Cardeal Diácono Bento, juntamente com outros diáconos e padres, disseram que sabiam que ele consagrava bispos mediante pagamento e que ordenava um menino de dez anos como bispo de Todi.»
(Liutprand , pág. 904)
Bento também estava entre aqueles que, pouco depois, ratificaram a eleição do Papa Leão VIII imposta pelo Imperador Otão I. Contudo, quando João XII, pouco depois, retornou a Roma e se restabeleceu no trono papal, depondo por sua vez Leão VIII e vingando-se de todos aqueles que tinham eleito o seu rival, não deixou Bento incomodado nem lhe pediu contas de nada.

### Papado
Foi eleito em 22 de maio de 964, após a morte do Papa João XII, pelos patrícios e pela plebe de Roma, em oposição a Leão VIII e em desafio aberto ao imperador Otão I, a quem aquele pontífice desejava. Os romanos, em obediência ao Privilegium Othonis de 963 (o documento segundo o qual foi estabelecido que a eleição papal deveria ocorrer apenas com o consentimento do imperador ou de seus legados), enviaram uma delegação a Rieti, onde Otão estava então, com a qual pediram ao imperador que ratificasse a eleição. Embora Bento fosse uma pessoa muito piedosa, moralmente irrepreensível e de grande cultura, Otão não ratificou a escolha, visto que Leão ainda estava vivo e, do seu ponto de vista, legitimamente eleito. A delegação retornou a Roma e, desafiando a proibição e os protestos imperiais, Bento foi consagrado de qualquer maneira.

### O Sínodo de 23 de junho no testemunho de Liutprand
Otão obviamente não podia aceitar tal ato de desafio e insubordinação; marchou em armas em direção à cidade e, após cerca de um mês de cerco, entrou em Roma, que havia sido forçada a capitular devido à fome. Leão foi imediatamente reintegrado e Bento foi entregue a ele (23 de junho de 964.
O bispo de Cremona Liutprand, um apoiador de Otto, relata o progresso do sínodo convocado no mesmo dia em que a cidade caiu.
No relato, embora repleto de elogios a um Otão magnânimo, o fato descrito e o significado da narrativa são claros: em troca da submissão e do reconhecimento de seu próprio pecado, Bento foi perdoado e reintegrado à ordem do diaconato. Uma observação deve ser sublinhada, no entanto: a ira de Leão VIII, que quebrou o báculo usado por Bento, fornece a primeira citação histórica da existência daquele objeto: um "cetro" papal específico.

### O exílio em Hamburgo e a reputação de santidade
Após o sínodo, Otão retornou à Alemanha e levou consigo o agora diácono Bento. Ao chegar ao seu destino, exilou-o em Hamburgo, onde o arcebispo local, Adaldago, o tratou com grande respeito, permitindo-lhe até pregar, tanto que graças a ele houve numerosas conversões ao catolicismo e retornos à prática religiosa, o que criou uma aura de santidade em torno do nome e das ações de Bento.

### A morte e o destino dos restos mortais
Ele morreu em Hamburgo em 4 de julho de 965 ou 966 , venerado por todos pela santidade de sua vida, e foi sepultado na catedral da cidade. Como nos anos seguintes Hamburgo foi atacada e destruída pelos eslavos, espalhou-se o boato de que o próprio Bento havia previsto esses infortúnios e previsto que eles cessariam quando seu corpo fosse enterrado próximo ao túmulo de São Pedro. Os restos mortais do ex-papa foram então realmente transferidos para Roma, por ordem do imperador Otão III, em 999.